# أذن الأسد الذنبية
أذن الأسد الذنبية (الاسم العلمي:Leonotis leonurus) هو نوع من النباتات يتبع جنس أذن الأسد من الفصيلة الشفوية.
الاسم العلمي لهذا النبات منسوب إلى نبات ذنب الأسد.